# روتسهايم
روتسهايم (بالألمانية: Rutesheim) هي مدينة وبلدة ألمانية تقع في ألمانيا في بوبلينغين. يقدر عدد سكانها بـ 10,121 نسمة .

## المدن التوأمة
مدن Scheibbs، زالبورغ-إبرسدورف وبيروزا الأرجنتين هي مدن توأمة لـروتسهايم.